# Frenchie Shore
Frenchie Shore est une émission de téléréalité française diffusée sur MTV, déclinaison française de la téléréalité américaine Jersey Shore. Les deux premiers épisodes sont diffusés le 11 novembre 2023,. L'émission suit le quotidien de dix colocataires qui vivent ensemble pendant plusieurs semaines.

## Concept
L'émission propose de suivre le quotidien de dix jeunes gens (cinq filles et cinq garçons) qui cohabitent dans une villa. Les candidats sont plutôt vantards et fêtards. Ils effectuent quotidiennement des tâches professionnelles, comme la restauration et la poissonnerie, mais s'adonnent aussi à certains loisirs comme la pool-party ou le shopping. La cohabitation n'est cependant pas toujours facile. Les relations sexuelles ainsi que l’alcool sont des thèmes et des pratiques récurrentes dans cette émission.

## Production
En février 2022, Paramount Global annonce une nouvelle gamme de séries non scénarisée et de renouvellement pour MTV Entertainment Studios qui comprend sept nouvelles versions de la franchise Shore,.
Frenchie Shore est confirmée le 12 octobre 2023. Elle a été tournée dans une villa au Cap d'Agde dans le département de l'Hérault, en Occitanie, dans le sud de la France.
Le 1er mai 2024, la production annonce une deuxième saison.

## Polémiques
Dans un entretien accordé au Parisien le 20 novembre 2023, Rima Abdul Malak, ministre de la Culture, émet des critiques contre Frenchie Shore, expliquant que l'émission est « à la limite de la pornographie » et s'inquiétant de l'accès au programme par les mineurs.
Le 24 novembre 2023, le producteur de l'émission Arthur répond aux critiques expliquant que le format existe depuis plusieurs années à l'étranger et qu'en France il n'est pas accessible à tous, mettant en avant la nécessité d'un abonnement payant pour accéder au contenu ;  « Frenchie Shore est payant au même titre que le film porno de Canal+ le samedi soir, même si on n'est pas à ce niveau-là non plus ».
Le 13 décembre 2023, Roch-Olivier Maistre, président de l'Arcom, annonce lors d'une audition au Sénat avoir saisi les autorités de Tchéquie et d'Allemagne, pays où se situent les sociétés mères de Paramount+ et de MTV France pour s'assurer de la conformité du programme avec les législations en vigueur. Il précise, en outre, que l'Arcom est intervenue auprès des principaux réseaux sociaux pour accélérer la modération des contenus accessibles en ligne.

## Saison 1 (2023)

### Déroulement de la saison
| Participant(e)s         | Épisodes | Épisodes | Épisodes | Épisodes | Épisodes | Épisodes | Épisodes | Épisodes | Épisodes | Épisodes |
| Participant(e)s         | 1        | 2        | 3        | 4        | 5        | 6        | 7        | 8        | 9        | 10       |
| ----------------------- | -------- | -------- | -------- | -------- | -------- | -------- | -------- | -------- | -------- | -------- |
| Enzo Tripiana           |          |          |          |          |          |          |          |          |          |          |
| Iris Gemonet            |          |          |          |          |          |          |          |          |          |          |
| Julie Bacha             |          |          |          |          |          |          |          |          |          |          |
| Laurie Raymond "Kara"   |          |          |          |          |          |          |          |          |          |          |
| Marine "Pepita" Beguier |          |          |          |          |          |          |          |          |          |          |
| Melvin Proix            |          |          |          |          |          |          |          |          |          |          |
| Nicolas Fouillot        |          |          |          |          |          |          |          |          |          |          |
| Ouryel Myr              |          |          |          |          |          |          |          |          |          |          |
| Théo Voiseux            |          |          |          |          |          |          |          |          |          |          |
| Tristan Jouve           |          |          |          |          |          |          |          |          |          |          |
| Maxime Marciano         |          |          |          |          |          |          |          |          |          |          |
| Lucas Poiret            |          |          |          |          |          |          |          |          |          |          |

 = Participant présent dans l'épisode.
 = Participant arrivant dans la colocation.
 = Participant qui revient dans l'émission.
 = Participant qui quitte volontairement la colocation.
 = Participant qui revient dans la colocation.
 = Participant qui quitte l'émission.
 = Participant n'étant pas présent dans l'épisode.
 = Participant figurant dans l'épisode mais n'étant pas encore un participant officiel

### Épisodes
| Épisode         | Titre de l'épisode                                      | Date de diffusion | Date mise en ligne sur Paramount+ |
| --------------- | ------------------------------------------------------- | ----------------- | --------------------------------- |
| 1               | Bienvenue sur la Frenchie Shore                         | 11 novembre 2023  | 12 novembre 2023                  |
| 2               | Dérapages non contrôlés                                 | 11 novembre 2023  | 12 novembre 2023                  |
| 3               | L'art de ruiner ses vacances en 3 leçons                | 18 novembre 2023  | 19 novembre 2023                  |
| 4               | Tous les Frenchies ont leur place sur la Frenchie Shore | 25 novembre 2023  | 26 novembre 2023                  |
| 5               | Suis moi je te fuis…                                    | 2 décembre 2023   | 3 décembre 2023                   |
| 6               | Le cul entre deux chaises                               | 9 décembre 2023   | 10 décembre 2023                  |
| 7               | Double jeu dangereux                                    | 16 décembre 2023  | 17 décembre 2023                  |
| 8               | Les chaises musicales                                   | 23 décembre 2023  | 24 décembre 2023                  |
| 9               | Si tout était simple ils s'ennuieraient                 | 30 décembre 2023  | 31 décembre 2023                  |
| 10              | C'est la fin                                            | 6 janvier 2024    | 7 janvier 2024                    |
| Episode Special | Reunion                                                 | 26 octobre 2024   | 26 octobre 2024                   |

## Saison 2 (2024)

### Déroulement de la saison
| Participant(e)s         | Statut  | Épisodes | Épisodes | Épisodes | Épisodes | Épisodes | Épisodes | Épisodes | Épisodes | Épisodes | Épisodes |
| Participant(e)s         | Statut  | 1        | 2        | 3        | 4        | 5        | 6        | 7        | 8        | 9        | 10       |
| ----------------------- | ------- | -------- | -------- | -------- | -------- | -------- | -------- | -------- | -------- | -------- | -------- |
| Enzo Hardouin           | Nouveau |          |          |          |          |          |          |          |          |          |          |
| Enzo Tripiana           | Ancien  |          |          |          |          |          |          |          |          |          |          |
| Foster Rowland          | Nouveau |          |          |          |          |          |          |          |          |          |          |
| Guillaume Arab          | Nouveau |          |          |          |          |          |          |          |          |          |          |
| Iris Gemonet            | Ancien  |          |          |          |          |          |          |          |          |          |          |
| Laurie Raymond "Kara"   | Ancien  |          |          |          |          |          |          |          |          |          |          |
| Marine "Pepita" Beguier | Ancien  |          |          |          |          |          |          |          |          |          |          |
| Ouryel Myr              | Ancien  |          |          |          |          |          |          |          |          |          |          |
| Tristan Jouve           | Ancien  |          |          |          |          |          |          |          |          |          |          |
| Yamina                  | Nouveau |          |          |          |          |          |          |          |          |          |          |
| Patrick Amoros          | Nouveau |          |          |          |          |          |          |          |          |          |          |
| Nicolas Fouillot        | Ancien  |          |          |          |          |          |          |          |          |          |          |
| Julie Bacha             | Ancien  |          |          |          |          |          |          |          |          |          |          |
| Théo Voiseux            | Ancien  |          |          |          |          |          |          |          |          |          |          |
| Julia MP                | Nouveau |          |          |          |          |          |          |          |          |          |          |
| Lucien Perrier          | Nouveau |          |          |          |          |          |          |          |          |          |          |
| Evy                     | Nouveau |          |          |          |          |          |          |          |          |          |          |
| Nicolas Prescott        | Nouveau |          |          |          |          |          |          |          |          |          |          |
| Agathe                  | Nouveau |          |          |          |          |          |          |          |          |          |          |
| Nikos                   | Nouveau |          |          |          |          |          |          |          |          |          |          |
| Kingsley Gouebe-Bazille | Nouveau |          |          |          |          |          |          |          |          |          |          |
| Anouck                  | Nouveau |          |          |          |          |          |          |          |          |          |          |

 = Participant présent dans l'épisode.
 = Participant arrivant dans la colocation.
 = Participant qui revient dans l'émission.
 = Participant qui quitte volontairement la colocation.
 = Participant qui revient dans la colocation.
 = Participant qui quitte l'émission.
 = Participant n'étant pas présent dans l'épisode.
 = Participant figurant dans l'épisode mais n'étant pas un résident de la colocation.

### Épisodes
| Épisode | Titre de l'épisode                           | Date de diffusion | Date mise en ligne sur Paramount+ |
| ------- | -------------------------------------------- | ----------------- | --------------------------------- |
| 1       | Guess who’s back ??                          | 23 novembre 2024  | 23 novembre 2024                  |
| 2       | Embrouilles, drague et larmes !              | 23 novembre 2024  | 23 novembre 2024                  |
| 3       | Club et pool party, l’été est lancé !        | 30 novembre 2024  | 30 novembre 2024                  |
| 4       | La villa est sur le point d’exploser…        | 7 décembre 2024   | 7 décembre 2024                   |
| 5       | Un Frenchie nous quitte…                     | 14 décembre 2024  | 14 décembre 2024                  |
| 6       | No Nico, no party !                          | 21 décembre 2024  | 21 décembre 2024                  |
| 7       | Fantasmes, confessions et invitée surprise ! | 28 décembre 2024  | 28 décembre 2024                  |
| 8       | Règlements de comptes !                      | 4 janvier 2025    | 4 janvier 2025                    |
| 9       | La frenchie Shore party !                    | 11 janvier 2025   | 11 janvier 2025                   |
| 10      | C'est la fin.                                | 18 janvier 2025   | 18 janvier 2025                   |